# Fernando Costanza
Fernando Peixoto Costanza (Rio de Janeiro, 29 de novembro de 1998) é um futebolista ítalo-brasileiro que atua como lateral-direito ou volante pelo Krylya Sovetov.

## Carreira

### Antecedentes
Nascido no Rio de Janeiro, Fernando Costanza iniciou sua carreira nas categorias de base do Fluminense, onde começou no futsal pelo clube e depois foi promovido para o futebol de campo. No ano de 2014, após se sentir insatisfeito na base do Tricolor, deixou o time e foi para as categorias de base do Botafogo.
Fernando destacou-se nas categorias de base do Fogão, por onde fez parte da equipe que venceu o Campeonato Brasileiro Sub-20 de 2016. Em dezembro de 2016, assinou o seu primeiro contrato profissional.

### Lille B
Por um contrato de empréstimo de um ano, Fernando ingressou no time francês do Lille a 28 de agosto de 2018.

### Botafogo
No dia 8 de março de 2019, após ter atuado apenas pelo time B do LOSC Lille no Championnat National 2, seu retorno ao Botafogo foi antecipado. Seu primeiro jogo pelo clube aconteceu no dia 5 de maio, entrando como titular em uma vitória por 1–0 sobre o Fortaleza, pelo Campeonato Brasileiro de 2019.
No ano de 2020, Fernando perdeu espaço e em só dez partidas na temporada esteve em campo. Com o término do contrato em dezembro, acabou deixando a equipe.

### Sheriff Tiraspol
No dia 8 de fevereiro de 2021, foi anunciado pelo clube moldavo Sheriff Tiraspol.

### Krylya Sovetov
Após ser um dos destaques no Sheriff Tiraspol, no dia 30 de janeiro de 2022, foi cedida a venda de Costanza por uma quantia equivalente a 4,8 milhões de reais ao clube russo Krylia Sovetov, sob contrato até junho de 2025.

## Estilo de jogo
Fernando é um lateral-direito de primeira linha de quatro e que impõe muitas dificuldades aos atacantes que atuam em sua faixa de campo. Em destaque também o grande poder de marcação e a força física do jogador, podendo jogar como volante ou como zagueiro pelo lado direito.

## Vida pessoal
Fernando tem descendência italiana, chegando a que ele seja detentor da cidadania nacional.

## Estatísticas

### Por clubes
| Equipe            | Temporada         | Campeonato nacional | Campeonato nacional | Campeonato nacional | Copa nacional[a] | Copa nacional[a] | Copa nacional[a] | Competições continentais[b] | Competições continentais[b] | Competições continentais[b] | Outros torneios[c] | Outros torneios[c] | Outros torneios[c] | Total | Total | Total   |
| Equipe            | Temporada         | Jogos               | Gols                | Assist.             | Jogos            | Gols             | Assist.          | Jogos                       | Gols                        | Assist.                     | Jogos              | Gols               | Assist.            | Jogos | Gols  | Assist. |
| ----------------- | ----------------- | ------------------- | ------------------- | ------------------- | ---------------- | ---------------- | ---------------- | --------------------------- | --------------------------- | --------------------------- | ------------------ | ------------------ | ------------------ | ----- | ----- | ------- |
| Lille B           | 2018–19           | 10                  | 0                   | 0                   | —                | —                | —                | —                           | —                           | —                           | —                  | —                  | —                  | 10    | 0     | 0       |
| Lille B           | Total             | 10                  | 0                   | 0                   | 0                | 0                | 0                | 0                           | 0                           | 0                           | 0                  | 0                  | 0                  | 10    | 0     | 0       |
| Botafogo          | 2019              | 22                  | 0                   | 1                   | 0                | 0                | 0                | 2                           | 0                           | 0                           | 0                  | 0                  | 0                  | 24    | 0     | 1       |
| Botafogo          | 2020              | 2                   | 0                   | 0                   | 2                | 0                | 0                | —                           | —                           | —                           | 6                  | 0                  | 0                  | 10    | 0     | 0       |
| Botafogo          | Total             | 24                  | 0                   | 1                   | 2                | 0                | 0                | 2                           | 0                           | 0                           | 6                  | 0                  | 0                  | 34    | 0     | 1       |
| Sheriff Tiraspol  | 2020–21           | 14                  | 0                   | 0                   | 3                | 0                | 0                | —                           | —                           | —                           | —                  | —                  | —                  | 17    | 0     | 0       |
| Sheriff Tiraspol  | 2021–22           | 14                  | 1                   | 0                   | 1                | 0                | 0                | 9                           | 0                           | 0                           | 1                  | 0                  | 0                  | 25    | 1     | 0       |
| Sheriff Tiraspol  | Total             | 28                  | 1                   | 0                   | 5                | 0                | 0                | 9                           | 0                           | 0                           | 1                  | 0                  | 0                  | 42    | 1     | 0       |
| Krylya Sovetov    | 2021–22           | 9                   | 1                   | 0                   | —                | —                | —                | —                           | —                           | —                           | —                  | —                  | —                  | 9     | 1     | 0       |
| Krylya Sovetov    | 2022–23           | 13                  | 3                   | 1                   | 7                | 0                | 0                | —                           | —                           | —                           | —                  | —                  | —                  | 19    | 3     | 1       |
| Krylya Sovetov    | 2023–24           | 13                  | 3                   | 0                   | 4                | 0                | 0                | —                           | —                           | —                           | —                  | —                  | —                  | 2     | 1     | 0       |
| Krylya Sovetov    | Total             | 35                  | 7                   | 1                   | 11               | 0                | 0                | 0                           | 0                           | 0                           | 0                  | 0                  | 0                  | 46    | 7     | 1       |
| Total na carreira | Total na carreira | 87                  | 8                   | 2                   | 18               | 0                | 0                | 11                          | 0                           | 0                           | 7                  | 0                  | 0                  | 122   | 8     | 2       |

- a. ^ Jogos da Copa do Brasil, da Copa da Moldávia e da Copa da Rússia
- b. ^ Jogos da Copa Sul-Americana e da Liga dos Campeões da Europa
- c. ^ Jogos do Campeonato Carioca e da Supertaça da Moldávia

## Títulos
Sheriff Tiraspol
- Campeonato Moldavo: 2020–21